# Anything (JoJo)
Anything è un singolo della cantante statunitense JoJo, pubblicato il 20 marzo 2007 come terzo e ultimo estratto dal secondo album in studio The High Road negli Stati Uniti, e come secondo estratto in Europa.

## Descrizione
Scritto da Beau Dozier, Mischke e Justin Trugman, il brano contiene un campione della canzone Africa dei Toto del 1982. 
Il brano è servito come secondo singolo ufficiale da The High Road nei Paesi europei ed è stato pubblicato nel Regno Unito il 7 maggio 2007 e in Germania il 18 maggio successivo. Negli Stati Uniti è invece uscito come terzo e ultimo singolo del disco, dove ha raggiunto la posizione numero 38 della Pop Airplay stilata da Billboard.
Anche se previsto, un video ufficiale per il brano non è mai apparso.

## Tracce
UK CD single
1. Anything – 3:50
2. Anything (WaWa Club Mix) – 7:07

German CD maxi single
1. Anything – 3:50
2. Anything (instrumental) – 3:51
3. Get It Poppin' – 3:41
4. Too Little Too Late (Full Phatt Remix featuring Tah Mac) – 4:24

## Classifiche
| Classifica (2007) | Posizione massima |
| ----------------- | ----------------- |
| Irlanda           | 18                |
| Regno Unito       | 21                |